# Ricardo Costa (cineasta)
Ricardo Costa (Peniche, 25 de Janeiro de 1940 – 2021) foi um cineasta e produtor cinematográfico português e também autor de artigos e ensaios, na sua maioria sobre cinema, visão e linguagem.

## Biografia
Estudou na Faculdade de Letras da Universidade de Lisboa até 1967, onde defende tese sobre os romances de Franz Kafka (Franz Kafka, Uma Escrita Invertida - 1969). Leccionou no ensino secundário e tornou-se editor de textos sociológicos e de obras de vanguarda, de literatura, de teatro e de cinema na MONDAR editores.
Com a Revolução dos Cravos em 1974, ao mesmo tempo que colabora com o redactor Horst Hano da cadeia de televisão alemã ARD e com a norte-americana CBS na cobertura dos acontecimentos da época em Portugal, inicia-se como realizador e produtor. Faz parte da cooperativa "Grupo Zero", com João César Monteiro, Jorge Silva Melo, Alberto Seixas Santos, Margarida Gil, Solveig Nordlund e Acácio de Almeida. Torna-se depois produtor independente com a Diafilme, onde produz muitos dos seus filmes e alguns de outros realizadores. Organiza projecções, em Paris, na Cinemateca Francesa e no Museu do Homem.

## Obra

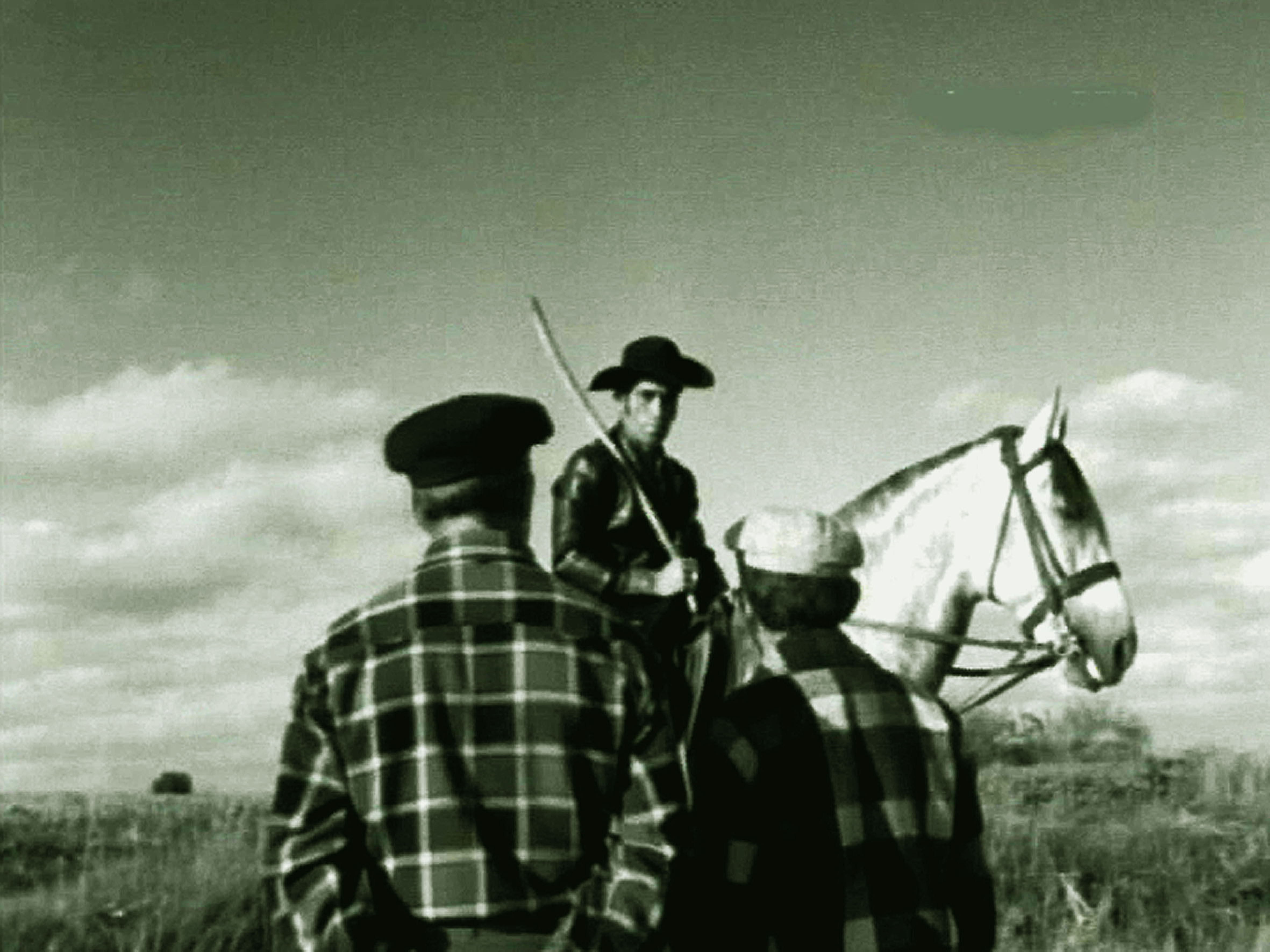
Cena do filme Mau tempo, Marés e Mudança: Manuel Pardal (à direita) e um velho amigo confrontam o capataz

Mau Tempo, Marés e Mudança, a segunda longa-metragem de Ricardo Costa é, juntamente com Gente da Praia da Vieira (1976), de António Campos, e com Trás-os-Montes, de António Reis e de Margarida Cordeiro, uma das primeiras docuficções do cinema português. Obras do mesmo ano, têm como precursoras O Acto da Primavera (1962), de Manoel de Oliveira, e Ala-Arriba! (1948), de Leitão de Barros. Caracterizam-se ainda estas obras como sendo etnoficções.
Tenaz na sua independência, mais empenhado na expressão da verdade que na verosimilhança, Ricardo Costa, que se identifica mais com essa simples ideia do que com o propósito de mudar o mundo, cultiva um estilo em que o real se transfigura em expressão poética, em retrato, em ponto de interrogação sobre um tempo que escapa ao tempo, sem se cingir ao lugar em que, filmada, a tal realidade se manifesta. A mise-en-scène, a vertente ficcional, será na sua obra uma tentação permanente. Nesta perspectiva, segue a tradição da antropologia visual, iniciada no cinema português por Leitão de Barros (incluindo a docuficção e a etnoficção), tradição essa praticada por Manoel de Oliveira e por António Campos : Oliveira com Douro, Faina Fluvial, 1931, depois com o Acto da Primavera (1963), e Campos com a Almadraba Atuneira (1961). Seguem a mesma tradição António Reis, João César Monteiro, na ficção, e ainda Pedro Costa, este num registo urbano.
Pescadores ou camponeses em paisagens semelhantes, combatentes épicos em guerras menos notáveis, foram estudados por Viegas Guerreiro, que acaba por chegar à mesma conclusão que Mauss. Para além da motivação política, outros mais sensíveis à expressão poética (António Reis, Margarida Cordeiro, António Campos, Ricardo Costa) aventuram-se a desvelar algo de menos visível, algo de mais profundo da vida de certos povoados e de certas pessoas. Identificam-se mais com Viegas Guerreiro, que participa no filme Pitões, aldeia do Barroso enquanto consultor etnográfico e actor numa das cenas deste filme.
Decorre este empenho da necessidade de a grande maioria dos realizadores portugueses dar resposta à ditadura em que viveram na sua juventude. Em consequência deste estado das coisas, manteve-se o país em penoso atraso económico em comparação com a maior parte dos países europeus. Provocou isso uma corrente de emigração em massa nos anos de 1960, em áreas rurais e, algo menos conhecido, em zonas litorais.
Por outro lado, quer isto dizer que nessas remotas paragens tradições seculares, usos comunitários e práticas de interajuda se mantiveram intactas.
Personagens míticos e reais interagem tanto em narrativas tradicionais como na vida do nosso tempo. Representam heróis que encarnam valores da civilização. Certos desses valores foram estudados por Marcel Mauss. No seu livro Ensaio sobre a Dádiva  argumenta que as sociedades rurais (como as retratadas em alguns dos filmes portugueses dos anos sessenta e setenta do século XX) praticam «(…) antigos sistemas de troca centrados na obrigação de dar, de receber e sobretudo em práticas recíprocas» (…) Assim pensando, Mauss recusa a tradição inglesa do pensamento liberal, como o utilitarismo, enquanto distorções das práticas humanas de troca, que desde sempre se praticam.
Esta preocupação é partilhada pela maioria dos realizadores portugueses que reagem à ditadura de Salazar, à qual tiveram de sujeitar-se durante mais de trinta anos. Terminou a ditadura com a Revolução dos Cravos, no dia 25 de abril de 1974. Alguns destes realizadores optaram por se identificar com o pensamento de Mauss mediante a prática do cinema militante, fazendo filmes exaltados.

### Fronteira, ficção e facto
Perdidos nos sonhos, mais que 'perdidos na tradução', certos realizadores, tanto como Jean Rouch, tentam invadir certos lugares sem escaldar os pés, tal como o fez a bela Sophia Coppola, filha de Francis Ford Coppola, quando Brumas foi exibido em Veneza. Trata-se de uma metáfora. Qualquer metáfora tem duplo significado, exprimindo pelo menos duas realidades. Se alguém diz a ‘Sophia é uma rosa’, quer isso dizer que a Sophia é linda e, mais ainda, sendo filha do pai que tem. Figuras de estilo como esta são bastante usadas como expressões acutilantes de determinada verdade. Neste caso, a verdade é que havia uma sala cheia de fãs chiquíssimos de certa elite italiana na projecção em Veneza do segundo filme de longa-metragem da bela americana, Perdido na Tradução, tal como na estreia de Café e Cigarros, oitava longa de Jim Jarmusch, o ‘maverik do cinema’. A primeira projecção de Brumas teve apenas um expectador: o realizador. Isto faz toda a diferença. Também neste caso o que faz a diferença é que infelizmente as forças do mal, eles ou elas, mais que os anjinhos, assombram o universo do cinema. 
Jean Rouch deixou-se tentar por tais criaturas, escaldando-se de uma vez por todas. Apaixonou-se por mais de uma encantadora e leviana 'viúva de 15 anos', entre várias por ele retratadas na sua única obra de ficção. Para quem o conhece não é de estranhar tal disparate, embora seja conhecido como o "transportador das memórias dos mundos". Lionel Rogosin, alguém com quem Rouch nunca se cruzou e de quem provavelmente nunca ouviu falar, era um deles. O primeiro, uns bons anos antes, foi Robert Flaherty. O ponto comum entre Rouch e Rogosin é cada um deles ter sido influenciado por este pioneiro. Tem isto muito a ver com a história dos anos 1960 e 1970 no cinema, que culminou no início dos anos 1980 com o movimento Nova Hollywood, a chamada Nova Vaga americana. Nada tem a ver com o cinema commercial mas sim com cinema de arte e com o equipamento necessário para o fazer. Rogisin teve de usar pesadas câmaras de 35 mm e pesados gravadores de som, ao passo que Rouch pensou simplesmente em inventar aparelhos leves para essas funções, e assim o fez. Deu um passo mais além contribuindo para a criação de máquinas de filmar de 16 mm, portáteis e ergonómicas, capazes de se sincronizarem com robustos gravadores de som, bastante leves também. O protótipo da célebre câmara de 16 mm Éclair-Coutant resultou de uma experiência técnica entre Rouch e André Coutant. A concepção do gravador de som Nagra resultou de colaboração com Stefan Kudelski. A partir daí diversos modelos de câmaras síncronas de 16 mm foram fabricados na Europa e nos EUA. A maior parte dos realizadores portugueses e a RTP optaram pela Éclair 16. Alguns deles tinham câmaras alemãs Arriflex, que caíram em desuso por serem bastante pesadas, e outros a câmara americana CP, muito mais leve e barata mas não tão boa, que podia gravar o som numa fina banda magnética da película. A Diafilme, a empresa gerida por Ricardo Costa, usava uma Coutant e uma CP.    
A concepção da maior parte das câmaras digitais modernas inspira-se na Éclair-Coutant de 16 mm. Ricardo Costa comprou um desses equipamentos, uma Ikegami DVCpro25 (com medade da resolução da DVCpro50) para filmar Paroles (1998), as entrevistas com Rouch no Museu do Homem, em Paris.  Esta câmara seria usada para filmar Brumas e Derivas (2017). Surgiu entretanto o vídeo de alta definição e as câmaras portáteis passaram a ser muito mais pequenas, permitindo filmar muito mais facilmente. Câmaras manobradas na ponta de dois dedos seriam usadas para filmar Arribas em Peniche, nas encostas do extremo ocidental da Eurasia.  
Convergem assim duas linhas narrativas no filme Paroles: uma de natureza técnica e a outra de ordem antropologica, consistindo esta em narrativas da tradição oral que são algo mais que simples “palavras em movimento”, imagens animadas que nos levam a lugares situados em fronteiras extremas, a um passado remoto, para nos ajudar a compreender como será o futuro. 
É essa também a história que Arribas conta, o último capítulo da trilogia Longes em que o ‘herói’, o fotógrafo, sem salário, sem esperança e sem escolha se retrata a si próprio, sozinho, tentando decifrar o enigma de um primitivo cordado fossilizado que descobre por acaso nas encosta da sua terra natal. Seguindo o legado de Rouch, estas linhas convergem também no último capítulo da trilogia Longes, em que, sozinho, o fotógrafo, o 'herói' da narrativa, se filma a si próprio tentando decifrar o enigma de um pequeno cordado marinho primordial que, entre outras misteriosas criaturas, descobre por acaso nas encostas da sua terra natal.

## Morte
A morte do realizador foi divulgada em 8 de julho de 2021.

## Filmografia

### Longas-metragens

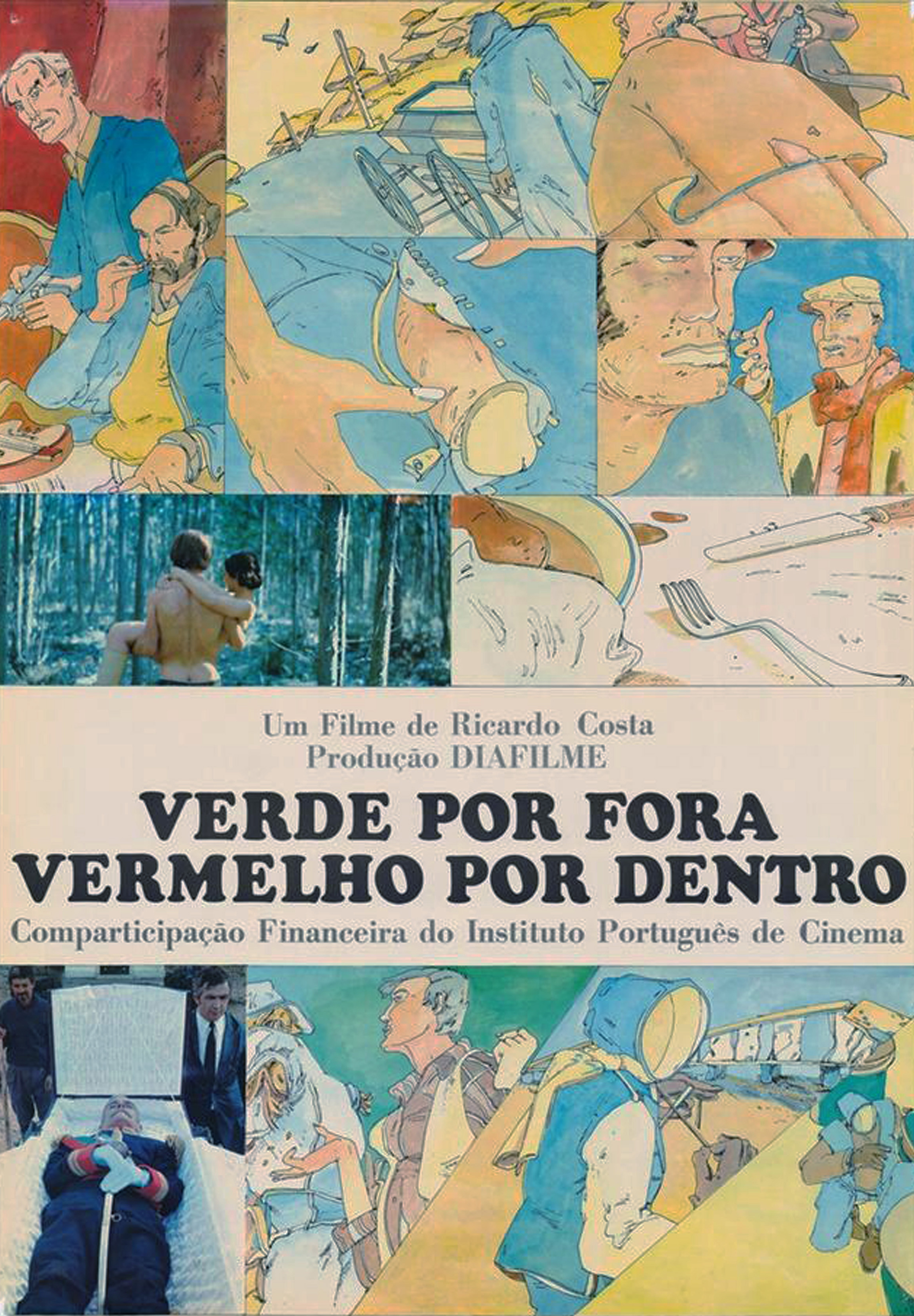

- 1975: As Armas e o Povo (filme colectivo : imagens do 25 de Abril de 1974)
- 1975: Avieiros
- 1976: Mau Tempo, Marés e Mudança[28]
- 1978: Abril no Minho (produção ARCA filmes - série TV)[29]
- 1979: Castro Laboreiro (1º filme da tetralogia Homem Montanhês)
- 1979: Pitões, Aldeia do Barroso (2º filme da tetralogia Homem Montanhês)
- 1980: Verde por Fora, Vermelho por Dentro
- 1981: Longe é a Cidade (3º filme da tetralogia Homem Montanhês)
- 1981: Ao Fundo desta Estrada (4º filme da tetralogia Homem Montanhês)
- 1983: O Pão e o Vinho
- 1985: O Nosso Futebol

Trilogia LONGES :
- 2003: Brumas (Mists)
- 2016: Derivas (Drifts)
- 2017: Arribas (Cliffs)

### Outros géneros
- 1998 Paroles (Palavras) – Entrevistas com Jean Rouch, filmadas no Museu do Homem em 1998, Paris

### Curtas e médias-metragens

#### SérieMar Limiarpara aRTP
1974
- No Fundo de Troia (26')
- Apanhadores de Algas (28')
- Agar-Agar (filme) (27')

1975
- Tresmalho (27')
- O Trol (25')
- O Arrasto (29')
- Oceanografia Biológica (28')
- Ti Zaragata e a Bateira (27') - 1ª parte de Avieiros
- Pesca da Sardinha (29')
- Conchinha do Mar (26')
- Às Vezes Custa (26')
- A Sacada (26')

1976
- Os Irmãos Severo e os Cem Polvos (29')
- À Flor do Mar (29')
- A Colher (29')
- O Velho e o Novo (28')
- A Falta  e a Fartura (26')
- Quem só muda de Camisa (28') - 2ª parte de Avieiros
- A Máquina do Dinheiro (28')
- Viver do Mar (28')
- Uma Perdiz na Gaiola (26')
- O Rei dos Peixes (27')
- Nas Voltas do Rio  (30') - 3ª parte de Avieiros
- O Submarino de Vidro (28')

1977
- Mau Tempo, Marés e Mudança – exibido em três partes
- Do Mal o Mar (29')
- Das Ruínas do Império (28')

#### Outras curtas-metragens
1976
- Cravos de Abril (27') - a Revolução dos Cravos.

1977
- E do Mar Nasceu (40')[30]

1978
- Música do Quotidiano (25')

1979
- A Feira (8')
- A Lampreia (10’)
- O Pisão  (9’)
- A Coca  (10’)
- O Outro Jogo (10’)
- Dezedores (8’)

1980
- Barcos de Peniche (13’)
- O Queijo da Serra (8’)
- Histórias de Baçal (10’)
- Esta Aldeia, Rio de Onor (10’)
- O Jogo da Malha em Benespera (10’)
- Vimes de Gonçalo (11’)

1981
- O Parque Nacional de Montesinho (37’)

1982
- Lisboa e o Mar (Lisbon and the International Court for the Law of the Sea - para a UNESCO) - (38')

2015
- GIG - filme-ensaio em plano-sequência de dez minutos numa homenagem aos Pink Floyd (The Dark Side of the Moon)

### Artigos
Os artigos sobre cinema, visão e linguagem são os seguintes :
- 1982 O olhar antes do cinema
- 2000 A outra face do espelho - Jean Rouch e o "outro"
- 2017 Jean Rouch do avesso

### Ensaios
Reunidos sob a designação A Linha do Olhar (cinema e transfiguração, percepção e imagem)
- 1997  -  Os olhos e o cinema
- 2000  -  Olhos no ecrã
- 2002  -  Os olhos da ideia

### Textos pedagógicos
- 2010 - Linguagem do cinema